# کارتل لوس زتاس
کارتل لوس‌زتاس (به اسپانیایی: Los Zetas یا Z's یا La Última Letra) یکی از قدرتمندترین گروه‌های سازمان‌یافته قاچاق مواد مخدر در کشور مکزیک است. این گروه یکی از بازیگران اصلی در جنگ مواد مخدر در مکزیک است که بین گروه‌های رقیب قاچاق مواد مخدر و ارتش مکزیک در جریان است. کارتل زتاس در سال ۱۹۹۰ به وسیله ۳۰ افسر فراری و اخراجی نیروهای ویژه ارتش مکزیک پایه‌گذاری شد. این کارتل به همراه کارتل رقیب، یعنی کارتل گلف (خلیج)، در شهر خالاپا، مرکز ایالت وراکوس فعالیت می‌کند. رقابت میان این دو کارتل در این ناحیه، ایالت وراکوس را تبدیل به یکی از خطرناکترین مناطق کرده‌است.
این گروه یکی از خشن‌ترین، شاخص‌ترین و مجهزترین گروه‌های تبهکار در کشور مکزیک شناخته می‌شود. کارتل زتاس برای ارعاب هرچه بیشتر، از روش‌هایی چون سلاخی‌کردن، سربریدن، قتل غیرنظامیان، مهاجران و همچنین اعدام خانواده‌های نیروهای امنیتی و مقامات قضایی دست می‌زند. کارتل زتاس در فراری‌دادن گروه‌های بزرگی از زندانیان وابسته‌اش از زندان‌های با «درجه بالای امنیتی» شهرت دارد.
کارتل لوس‌زتاس، در ابتدا شاخه مسلحِ کارتل گلف بود، اما در سال ۲۰۱۰ این گروه از کارتل گلف جدا شد و به یکی از بی‌رحم‌ترین کارتل‌های قاچاق مواد مخدر تبدیل شد.

## اتهام اجرای طرح ترور سفیر عربستان به سفارش ایران
وزارت دادگستری ایالات متحده آمریکا در تاریخ ۱۱ اکتبر ۲۰۱۱ میلادی، دو ایرانی به اسامی علی غلام شکوری و منصور ارباب‌سیَر را به اتهام ارتباط‌گیری، همکاری و پرداخت پول به عوامل کارتل لوس زتاس، به منظور عملیات ترور سفیر عربستان سعودی در واشینگتن متهم کرد.

## کشته شدن اریبرتو لازکانو، رئیس باند
در ۱۹ مهر ۱۳۹۱ هریبرتو لازکانو رئیس باند زتاس، در یک درگیری در جاده‌ای در ایالت شمالی «کواهوئیلا»، نزدیک مرز آمریکا توسط نیروی دریایی مکزیک کشته شد. او هنگام مرگ ۳۸ سال داشت. تبهکاران، جسد سرکرده خود را پیش از مراسم تشییع ربودند!
باند تبهکار لوس زتاس در دوران ریاست لازکانو، مدل‌های جدیدی از تبهکاری را از طریق حمایت از همه گروه‌های محلی فعال در زمینه جرایم سازمان یافته اعم از قاچاقچیان مواد مخدر، سارقان خودرو، جعل اسناد و مدارک، گروگانگیرها، باندهای قاچاق انسان و دزدان نفت خام در ایالت کواهوئیلا و نیز، کاربرد خشونت به بدترین و حرفه‌ای‌ترین شکل را در پیش گرفته بود تا بتواند بر مناطق گسترده‌ای از مکزیک برای انتقال مواد مخدر به آمریکا مسلط شود.
لازکانو پیش از بنیانگذاری دومین باند بزرگ قاچاق مکزیک، یکی از اعضای گروه‌های ویژه کماندوی نیروی هوایی ارتش این کشور در اواسط دهه نود میلادی بود که از ارتش ترک خدمت کرد و همچون ۱۲ ارتشی دیگر وارد باند قاچاق مواد مخدر گلف (خلیج) شد.
دولت مکزیک برای دستگیری ال لازکا ۳۰ میلیون پزو حدود دو میلیون یورو و آژانس مبارزه با مواد مخدر آمریکا مبلغ ۵ میلیون دلار پاداش برای هر کسی که اطلاعات منجر به دستگیری او بدهد، تعیین کرده بودند. او دومین قاچاقچی مهم تحت تعقیب در آمریکای شمالی پس از خواکین گوسمن ملقب به ال چاپو رئیس باند مواد مخدر سینالوا مکزیک به شمار می‌رفت و هر دوی آنان در زمره خطرناکترین تبهکاران جهان از سوی دولتهای آمریکا و مکزیک شناخته شده‌اند.

## دستگیری میگل آنخل تره‌وینیو مورالس، رئیس باند
تره‌وینیو مورالس، رئیس گروه زتاس بامداد روز ۲۵ تیر ۱۳۹۲ (۱۶ ژوئیه ۲۰۱۳) در روستایی در ۲۷ کیلومتری شهر نوئوو لاردو واقع در شمال غربی مکزیک و در نزدیکی مرز آمریکا دستگیر شد. تفنگداران ارتش، وانتی را متوقف کردند که حامل تره‌وینیو مورالس، محافظ و حسابدار او بود. تفنگداران همچنین در آن وانت ۲ میلیون دلار پول نقد و هشت سلاح پیدا کردند.
تره‌وینیو مورالس که به "زد-۴۰" مشهور بود، رهبری کارتل زتاس را در پی کشته شدن اریبرتو لازکانو، یکی از پایه‌گذاران این گروه در اکتبر ۲۰۱۲ در دست گرفت. تره‌وینیو مورالس برخلاف بسیاری از اعضای اولیه این گروه، سابقه نظامی ندارد.
وی مسئول چندین حمله خونبار، از جمله شکنجه و قتل ۷۲ مهاجر کشورهای آمریکای مرکزی بوده‌است. مشهور است که او همچنین دست به حمله‌ای زده که در جریان آن ۲۰۰ نفر کشته شدند.

## دستگیری گرگوریو ویانواوا سالاس، رئیس تدارک و توزیع مواد
در ۲۵ خرداد ۱۳۹۲ (۱۴ ژوئن ۲۰۱۳) ارتش مکزیک اعلام کرد، گرگوریو ویانواوا سالاس، رئیس تدارک و توزیع مواد قاچاقی کارتل زتاس به مناطق مرزی مکزیک را دستگیر کرده‌است.

## انتشار فیلم ویدئویی سر بریدن یک زن در مکزیک
در نوامبر ۲۰۱۳ یک فیلم ویدئویی زنی را نشان می‌دهد که روی زمین زانو زده است. شلوار جین به پا دارد و یک تی‌شرت صورتی بر تن. مردی که صورتش را با ماسک سیاه پوشانده و یک چاقو در دست دارد، پشت سر او ایستاده است و با صدایی گرفته می‌گوید: «این عاقبت کسی است که با کارتل گلف باشد. از طرف لوس آزتکاس.» سپس تصاویر دلخراش بریدن سر این زن به مدت ۴۰ ثانیه ادامه می‌یابد.

### انتشار در فیسبوک
این فیلم در ابتدا در شبکه اجتماعی فیسبوک منتشر شد، اما پس از اعتراضات گسترده به انتشار ویدئو و مقاومت اولیه این وبسایت در برابر گسترش این اعتراض‌ها، بالاخره فیسبوک این فیلم را از روی شبکه خود حذف کرد.